# مايك رافتر
مايك رافتر (بالإنجليزية: Mike Rafter)‏ هو لاعب اتحاد الرغبي بريطاني، ولد في 31 مارس 1952 في برستل في المملكة المتحدة.

## وصلات خارجية
- مايك رافتر عل موقع إسبنسكروم (الإنجليزية)